# Luckau, Lüchow-Dannenberg
Luckau (Wendland) là một đô thị ở phía nam huyện Lüchow-Dannenberg, Lower Saxony, Đức. Đô thị này có diện tích 22,18 km². Đô thị này nằm ở khu vực có tên Wendland và có cự ly khoảng 10 km về phía tây nam của huyện lỵ Lüchow (Wendland). Biên giới phía nam trùng với biên giới giữa các bang Lower Saxony và Saxony-Anhalt.
Các khu vực dân cư:
- Bülitz
- Köhlen
- Mammoißel
- Nauden
- Püggen
- Steine
- Zargleben
- Zeetze

(tiếng Đức)